# Сендзимиров процес
Сендзимировият процес е технология за горещо поцинковане на стоманени листове, при която към цинка се добавя малко количество алуминий. Неговата функция е да предотврати образуването на желязо-цинкова сплав по повърхността на стоманения лист, като по този начин увеличи трайността на цинковото покритие. Методът е въведен през 30-те години от Тадеуш Сендзимир, чието име носи. Прилагането на сендзимировия процес е стандартизирано в БДС EN 10327.